# Prix Willy-Vandersteen
Le prix Willy-Vandersteen (néerlandais : Willy Vandersteenprijs) est un prix de bande dessinée créé en 2010 pour récompenser un album en néerlandais paru durant l'année précédente.
Doté de 5 000 €, actuellement, il est remis alternativement en Belgique (années impaires, Stripgids Festival (nl)) et aux Pays-Bas (années paires, Stripdagen Haarlem (nl)).

## Lauréats
| Année | Œuvre récompensée                                                | Dessinateur             | Scénariste              | Pays                 | Maison d'édition                     |
| ----- | ---------------------------------------------------------------- | ----------------------- | ----------------------- | -------------------- | ------------------------------------ |
| 2010  | Les Noceurs (Ergens waar je niet wil zijn)                       | Brecht Evens            | Brecht Evens            |                      | Oogachtend (nl)                      |
| 2011  | Terug naar Johan                                                 | Michiel van de Pol (nl) | Michiel van de Pol (nl) |                      | Oog & Blik (nl) / De Bezige Bij (nl) |
| 2013  | Rembrandt                                                        | Typex                   | Typex                   |                      | Oog & Blik (nl) / De Bezige Bij (nl) |
| 2014  | Junker (Junker, een Pruisische Blues)                            | Simon Spruyt            | Simon Spruyt            |                      | Blloan                               |
| 2015  | Bob & Bobette - Amphoria, t. 5 : Bobette (Amoras, t. 5 : Wiske)  | Charel Cambré           | Marc Legendre           | Standaard Uitgeverij |                                      |
| 2016  | Elsje (nl) maakt geschiedenis                                    | Gerben Valkema (nl)     | Eric Hercules (d)       |                      | Don Lawrence Collection (nl)         |
| 2017  | Zon                                                              | Wilbert van der Steen   | Wilbert van der Steen   | Blloan               |                                      |
| 2019  | Yasmina et les Mangeurs de patates (Yasmina & de Aardappeleters) | Wauter Mannaert         | Wauter Mannaert         |                      | Dargaud                              |
| 2021  | La Baleine-bibliothèque (De Walvisbibliotheek)                   | Judith Vanistendael     | Zidrou                  | Le Lombard           |                                      |
| 2022  | Nettoyage à sec (Bleekwater)                                     | Joris Mertens           | Joris Mertens           | Oogachtend           |                                      |
| 2023  | Hild                                                             | Veerle Hildebrandt      | Veerle Hildebrandt      | Oogachtend           |                                      |
| 2024  | De Kosmonaut                                                     | Jan Vriends (nl)        | Jan Vriends (nl)        |                      | Scratch Books                        |

## Annexe